# Fokker Super Universal
Il Fokker Super Universal fu un aereo da trasporto passeggeri di linea, monomotore e monoplano ad ala alta, sviluppato dall'azienda aeronautica statunitense Fokker-America nei tardi anni venti del XX secolo e prodotto dai primi anni trenta. Evoluzione del precedente Fokker Universal, del quale fu una variante ingrandita e migliorata, dotata di ali a sbalzo e di una cabina di pilotaggio chiusa, viene citato anche come Model 8.
In seguito fu prodotto su licenza anche in Canada, dalla Canadian Vickers, e in Giappone come Nakajima-Fokker Super Universal, destinato inoltre a equipaggiare i reparti della Dai-Nippon Teikoku Rikugun Kōkū Hombu, la componente aerea dell'esercito giapponese, con la denominazione Nakajima Ki-6, e successivamente nello stato fantoccio del Manciukuò come Manshū Super Universal. Fu utilizzato nella prima spedizione antartica di Richard Evelyn Byrd e fu uno dei modelli Fokker-America prodotti in maggiore quantità.

## Versioni
XJA-1
denominazione del Super Universal valutato dalla United States Navy.

## Utilizzatori

### Civili

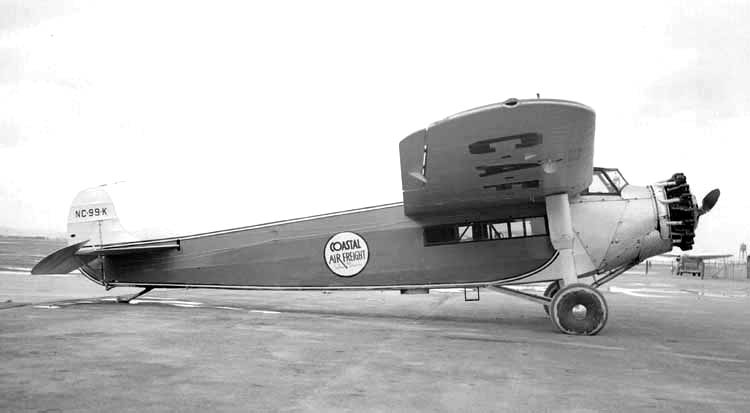
Fokker Super Universal in livrea della statunitense Coastal Air Freight.

Canada
- Canadian Airways
- Canadian Vickers
- Northern Transportation Company
- Starratt Airways
- Western Canada Airways

 Colombia
- SCADTA

 Giappone
- Japan Air Transport

 Manciukuò
- Manchukuo National Airways

 Stati Uniti
- Coastal Air Freight
- Goodyear Tire & Rubber Company
- Byrd Antarctic Expedition
- Mid-Continent Air Express
- Standard Air Lines
- National Parks Airways
- Universal Air Lines

 Sudafrica
- Union Airways

### Militari
Argentina
- Armada de la República Argentina

 Canada
- Royal Canadian Air Force

 Giappone
- Dai-Nippon Teikoku Rikugun Kōkū Hombu
- Dai-Nippon Teikoku Kaigun Kōkū Hombu

 Repubblica di Nanchino
- Forze aeree dell'Esercito collaborazionista cinese

operò con un esemplare.
 Stati Uniti
- United States Navy